# 尼康D5600
尼康D5600是尼康公司于2016年11月发布的一款入门旗舰级数码单反相机。

## 简介
- 该机拥有2416万有效像素，配备了EXPEED 4 影像处理器，以及可翻转式触摸屏。并可录制1080 60p全高清影片。[3]
- 该机配备了一块3.2英寸约104万画点（720×480分辨率）的触摸旋转式液晶屏。